# Placido Cortese
Placido Cortese (* Cres, 7. ožujka 1907. - † Trst, studeni 1944.) - svećenik talijansko-hrvatskog porijekla, franjevac konventualac, mučenik. Otvoren je postupak za njegovo proglašenje blaženim i svetim.

## Životopis
Rođen je u Cresu kao Nikola Matej (»Miko«) Cortese. Placido mu je kasnije redovničko ime. Otac mu je bio Talijan Matej Cortese, a majka Hrvatica Antonija djevojački Bataja. U obitelji je bilo ukupno četvero djece. Pohađao je pučku školu na Cresu do kraja Prvog svjetskoga rata 1918. kada je škola ukinuta. Ušao je u Sjemenište franjevaca konventualaca u talijanskom mjestu Camposanpiero kod Padove 1920. godine. U novincijatu je bio od 1923. godine. Studirao je bogosloviju u Rimu. Zaređen je za svećenika u srpnju 1930. godine u Lateranskoj bazilici u Rimu. Mladu misu služio je na Cresu iste godine.
Poslan je u Padovu, da bude ispovijednik u glasovitoj bazilici sv. Antuna Padovanskoga. Pisao je i za katoličke listove. Boravio je tri godine u Milanu. Zatim je imenovan voditeljem svih izdanja Glasnik sv. Antuna (Messaggero di s. Antonio). Uspio je podići nakladu za 600.000 primjeraka.
Za Drugoga svjetskoga rata pomagao je izbjeglicama u logoru Chiesanouva kod Padove, gdje je bilo i Hrvata. Zalagao se za spas Židova pa se zamjerio Gestapu. Odveli su ga na saslušanje i smatrao se nestalim od 8. listopada 1944. godine. Pripadnici Gestapa u Trstu su ga ispitivali i tražili podatke o Židovima. Kada im nije ništa odao, skončao je život u mukama u studenom 1944. godine. Ne zna se gdje je pokopan.

## Štovanje
Postupak za proglašenje Placidea Cortesea blaženim službeno je počeo u Trstu 2002. godine. Postulatura kauze je u Rimu, a vicepostulatura u Padovi, jer je bio član Padovanske provincije. Kongregacija za proglašenje blaženih i svetih 30. kolovoza 2021. godine objavila je dekrete o njegovim herojskim krepostima i proglasila ga časnim slugom Božjim. Često ga se uspoređuje s sv. Maksimilijanom Kolbeom, jer su obojica pripadali franjevcima konventualcima, bili su odlični urednici u katoličkom tisku i žrtve su Drugoga svjetskog rata.

## Spomen
- Ispred knjižare u bazilici sv. Antuna u Padovi postavljeno je njegovo spomen-poprsje
- 2007.: U rodnom Cresu, pred samostanom sv. Frane otkriven je njegov kip, rad Marijana Glavnika (fotografija spomenika)
- 2008.: imenovana je ulica fra Placida Cortesea u Cresu[2]

## Vanjske poveznice
Ostali projekti
|  | Zajednički poslužitelj ima još gradiva o temi Sluga Božji Placido Cortese |

Mrežna mjesta
- Placido Cortese na stranicama Hrvatske provincije franjevaca konventualaca